# Anotogaster gigantica
Anotogaster gigantica är en trollsländeart som beskrevs av Fraser 1924. Anotogaster gigantica ingår i släktet Anotogaster och familjen kungstrollsländor. IUCN kategoriserar arten globalt som otillräckligt studerad. Inga underarter finns listade i Catalogue of Life.